# Мбабу, Кевин
Мелинго Кевин Мбабу (фр. Melingo Kevin Mbabu; род. 19 апреля 1995, Шен-Бужри, кантон Женева) — швейцарский футболист, фланговый защитник клуба «Мидтьюлланн» и сборной Швейцарии.

## Биография
Вырос в семье французской матери и австрийского отчима. Своего отца-конголезца никогда не видел.
Воспитанник швейцарского клуба «Серветт», в котором он начал заниматься в 2003 году. В сезоне 2012/13 Мбабу стал привлекаться к матчам основного состава. 26 сентября 2012 года в матче против «Лозанны» в чемпионате Швейцарии он дебютировал на профессиональном уровне, выйдя на замену и отыграв 24 минуты. Этот матч стал для него единственным в основном составе родного клуба.
В январе 2013 года 17-летний Мбабу успешно прошёл просмотр в английском «Ньюкасл Юнайтед» и подписал с клубом контракт на три с половиной года. Трансфер обошёлся «Ньюкаслу» в 500 тыс. фунтов. После подписания контракта Мбабу рассказал, что всегда мечтал выступать в английской Премьер-лиге. В следующие два года он играл за молодёжный состав клуба и долго не мог пробиться в основной состав. В зимнее трансферное окно сезона 2014/2015 Мбабу был отдан в аренду шотландскому клубу «Рейнджерс», но, проведя там полгода, из-за плохой физической формы ни разу не вышел на поле в его составе.
Осенью 2015 года «Ньюкасл» собирался отправить Мбабу в ещё одну аренду, на этот раз в «Гейтсхед», однако из-за травм Массадио Айдары и Пола Дамметта у клуба образовалась нехватка левых защитников. В результате тренер Стив Макларен был вынужден перевести Мбабу в основной состав. 23 сентября 2015 года Кевин дебютировал в составе «Ньюкасла», отыграв второй тайм матча Кубка Футбольной лиги против «Шеффилд Уэнсдей». Через три дня в матче против «Челси» Мбабу впервые сыграл в английской Премьер-лиге. Он вышел в основном составе и отыграл на позиции левого защитника весь матч, который завершился со счётом 2:2. Дебют 20-летнего швейцарца был назван в его клубе «фантастическим».
3 октября 2015 года Мбабу вновь вышел в основном составе «Ньюкасла», на этот раз в матче с «Манчестер Сити». Он провёл на поле 53 минуты, получил травму и был заменён. Около месяца он восстанавливался после травмы, а после уступил место в основном составе вернувшимся в строй Айдаре и Дамметту. В мае 2016 года Мбабу продлил контракт с «Ньюкаслом» ещё на два года.
23 августа 2016 года Мбабу был отдан в годичную аренду швейцарскому клубу «Янг Бойз». В июне 2017 года Мбабу перешёл в «Янг Бойз» на постоянной основе, подписав с клубом контракт на три года.
25 апреля 2019 года Мбабу подписал контракт на 4 года с немецким «Вольсбургом».

## Статистика

### Клубная статистика
| Выступление      | Выступление      | Выступление      | Лига | Лига | Кубки | Кубки | Еврокубки | Еврокубки | Итого | Итого |
| Клуб             | Лига             | Сезон            | Игры | Голы | Игры  | Голы  | Игры      | Голы      | Игры  | Голы  |
| ---------------- | ---------------- | ---------------- | ---- | ---- | ----- | ----- | --------- | --------- | ----- | ----- |
| Серветт          | I                | 2012/13          | 1    | 0    | 0     | 0     | 0         | 0         | 1     | 0     |
| Ньюкасл Юнайтед  | I                | 2015/16          | 3    | 0    | 2     | 0     | 0         | 0         | 5     | 0     |
| Янг Бойз         | I                | 2016/17          | 21   | 1    | 2     | 1     | 1         | 0         | 24    | 2     |
| Янг Бойз         | I                | 2017/18          | 32   | 2    | 2     | 0     | 10        | 0         | 44    | 2     |
| Янг Бойз         | I                | 2018/19          | 24   | 0    | 1     | 0     | 7         | 1         | 32    | 1     |
| Янг Бойз         | Итого            | Итого            | 77   | 3    | 5     | 1     | 18        | 1         | 100   | 5     |
| Всего за карьеру | Всего за карьеру | Всего за карьеру | 81   | 3    | 7     | 1     | 18        | 1         | 106   | 5     |

1. ↑  В графу «Кубки» входят игры и голы в национальных кубках, кубках лиги и суперкубках.
2. ↑  В графу «Еврокубки» входят игры и голы в европейских международных клубных турнирах.

### Матчи за сборную
| № | Дата            | Оппонент | Счёт | Голы | Соревнование    |
| - | --------------- | -------- | ---- | ---- | --------------- |
| 1 | 8 сентября 2018 | Исландия | 6:0  | —    | Лига наций УЕФА |

Итого: сыграно матчей: 1 / забито голов: 0; победы: 1, ничьи: 0, поражения: 0.